# 학부모 교사 연합회
학부모 교사 연합회 또는 PTA(영어: parent-teacher association) 혹은 PTSA(영어: parent-teacher-student association)는 각 학교마다 조직된, 학부모와 교직원에 의한 교육 관련 단체다. 각자가 임의로 가입하는 단체로서, 개별 학생의 성장보다는, 기부금을 모으거나 교직원을 지원함으로써 학교 전체 및 모든 학생들에게 유익한 활동을 하는 것을 목적으로 한다.
PTA는 미국, 캐나다, 영국, 일본 등에서 사용되는 명칭이다. 학교 직원(Staff)을 포함하여 "PTSA"라고 부르거나, 지역사회(Community)라는 의미를 더한 "PTCA"로 부르는 학교도 있다. 미국에서는, 100년 이상의 역사를 가지는 비영리 조직인 전미 PTA(National PTA)에 속한 단체만이 PTA 또는 PTSA를 자칭하며, 여기에 속하지 않는 조직은 "PTO"(Parent-Teacher Organization) 등 다른 명칭을 사용한다.